# サマヌー

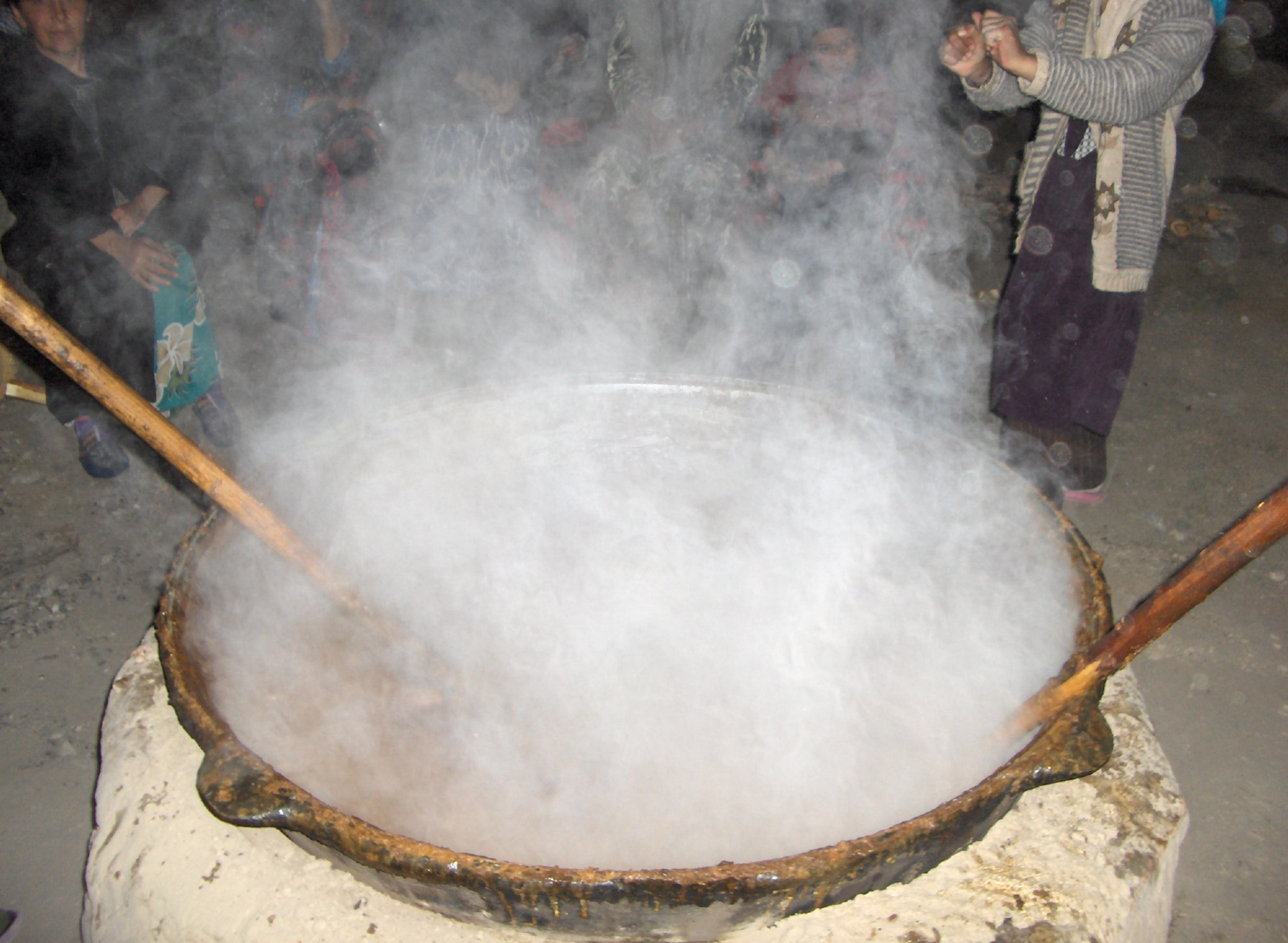
タジキスタンのイスファラでサマヌーを作る様子

サマヌー (ラテン文字:Samanū、ペルシア語: سمنو、別名：サマナク-ペルシア語: سمنک、スマラク-タジク語: сумалак, スメレク-ウズベク語: sumalak [sʉmælǽk]、シュマラク-ラテン文字:Sümölök, キルギス語: сүмөлөк [symœlœ́k]) は麦芽を原料とした菓子である。サマヌーはノウルーズ (イラン暦の元日) にカザンのような大きなポットを使用して大量に作成される。伝統的に、女性は夜の間にサマヌー作成のために集まり、日没から翌日の日の出までに伝統的に伝わるサマヌーの歌を歌いながらサマヌーを作る。タジキスタンやアフガニスタンでは、女性は次のような歌を歌う。「Samanak dar Jūsh u mā Kafcha zanēm - Dīgarān dar Khwāb u mā Dafcha zanēm」。(意味： サマナクは茹だり私たちはかき混ぜる。他の人は眠り、私たちはダフで演奏する) 近年では、サマヌーは家族ごとに集まって作るようになっている。サマヌーはペルシア帝国時代にその由来があるとされている。
サマヌーの入ったプレートもしくはボウルはハフト・スィーンの形式にそって出される。